# Executies Weteringplantsoen

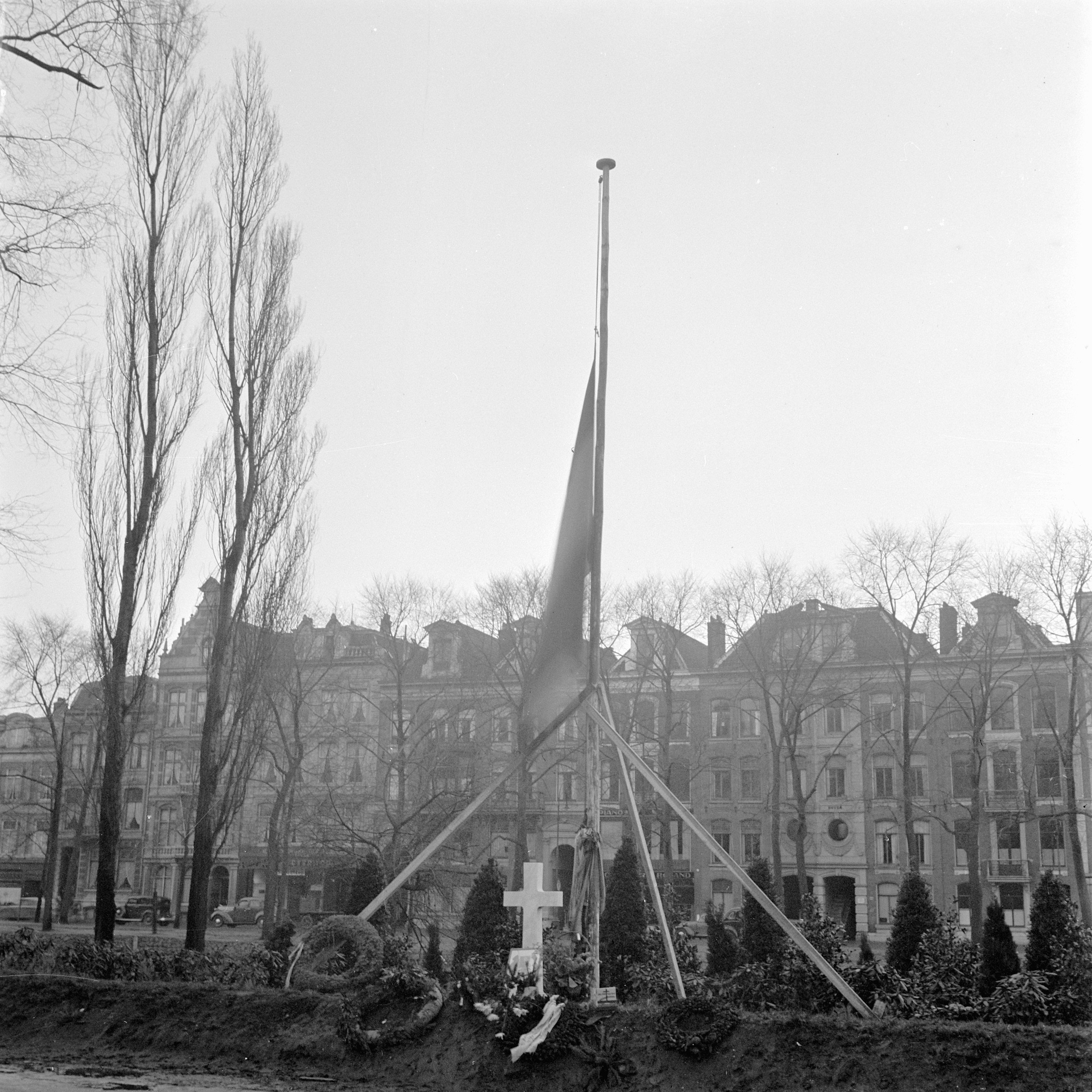
Voorlopig monument op de fusilladeplaats in het Eerste Weteringplantsoen, 28 december 1945

Op 12 maart 1945 werden in het Eerste Weteringplantsoen te Amsterdam dertig verzetsstrijders geëxecuteerd. Ook de predikant dr. Jan Koopmans, die was ondergedoken op de Stadhouderskade aan de overkant, werd door een verdwaalde kogel getroffen. De gevangenen kwamen enkele honderden meters verderop uit het Huis van Bewaring I aan de Weteringschans.
De executies waren een vergeldingsmaatregel voor het doodschieten van SS-Hauptscharführer Ernst Wehner op 10 maart 1945 aan de Stadhouderskade. Hij werd dodelijk getroffen toen verzetslieden het pand binnenvielen dat werd gebruikt door de illegale verzetsgroep Groep 2000. Een dag eerder was de SD er binnengevallen en de verzetslieden wilden voorkomen dat een codesleutel zou worden gevonden waarmee gevoelige administratie door de Duitsers zou kunnen worden worden gelezen.
De gevangenen werden in drie groepen van tien doodgeschoten door Duitse soldaten. Passerende burgers werden, ongeacht leeftijd, gedwongen de executies gade te slaan. De stoffelijke overschotten bleven eerst lange tijd als waarschuwing liggen, voordat ze op een open vrachtwagen werden afgevoerd. De doden werden daarna door de Duitsers begraven in de Kennemerduinen. Na de oorlog zijn ze herbegraven op de Eerebegraafplaats in de duinen bij Overveen en enkelen op begraafplaats Duinrust in Beverwijk
Fotograaf Cas Oorthuys legde vast hoe onbekenden vlak na de executies bij wijze van eerbetoon aan de gedode verzetslieden een Nederlandse vlag legden op de plaats van de executies.
Ter nagedachtenis aan de geëxecuteerden is in het plantsoen het monument Fusillade, ook wel bekend als "De Gevallen Hoornblazer", opgericht waar jaarlijks op 4 mei een kranslegging plaatsvindt. Het monument, uit 1954 van beeldhouwer Gerrit Bolhuis, stelt een dode soldaat voor met een hoorn in zijn hand.